# Слау
Сла́у (англ. Slough, /slaʊ/, слушатьо файле) — город (town) и унитарная единица на востоке церемониального графства Беркшир (до 1974 года в Бакингемшире), в Англии.

## История

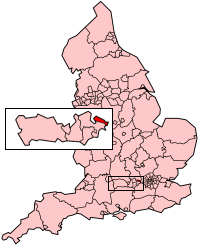
Унитарная единица Слау на карте Англии

В 1965 году в Лэнгли, пригороде Слау, на базе бывшего авиазавода началось производство автомобиля «Ford Transit» поколения «Mark 1». Но так как спрос опережал возможности завода, производство было перемещено в Саутгемптон.
В ходе реорганизации местного самоуправления в 1974 году южная часть Бакингемшира (включая Слау) отошла к Беркширу (en:Local Government Act 1972).
Унитарная единица образована 1 апреля 1998 года из района Слау неметропольного графства Беркшир (en:Local Government Commission for England (1992)).
В феврале 2002 года в городском крематории было сожжено тело принцессы Маргарет, младшей сестры царствующей королевы Елизаветы II. Принцесса стала первым членом королевской семьи за всю историю государства, чьё тело было кремировано.

## География
Слау расположен на юге Англии, в долине реки Темзы.
Как административная единица занимает площадь 33 км² и граничит на юге с церемониальным графством Суррей и унитарной единицей Виндзор и Мэйденхэд, на западе, севере и востоке с церемониальным графством Бакингемшир.
Ближайшие города к Слау — Виндзор в четырёх километрах к югу, Мейденхед в девяти километрах к западу, Аксбридж (входит в Большой Лондон) в девяти километрах к востоку и Биконсфилд к одиннадцати километрах к северу.

## Население
На территории унитарной единицы Слау проживают 149 400 человек (2016 год), при средней плотности населения 4 249 чел./км² (перепись 2011 года). Из них жителей 75 400 мужского и 74 000 женского пола.
Британцев европейского происхождения на территории унитарной единицы проживает 69 441 человек, что составляет 58 % от общего числа жителей. Для сравнения на территории Англии в среднем белых британцев 86 %. Британцев азиатского происхождения в Слау 33 272 (27 % против 4,5 %), африканского происхождения 6 026 (5 % против 2,3 % в Англии).

## Политика
Совет унитарной единицы Слау состоит из 41 депутата, избранных в 14 округах. В результате последних выборов 27 мест в совете принадлежат лейбористам.

## Экономика

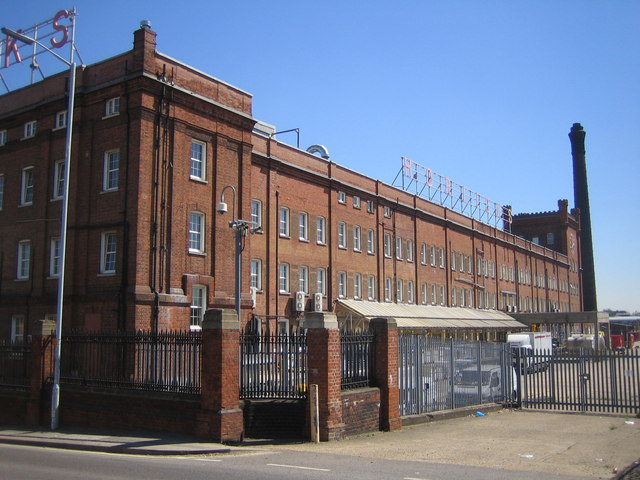
Фабрика «Horlicks»

В Слау расположена штаб-квартира глобальной компании-производителя бытовой химии и лекарств «Reckitt Benckiser». Акции компании входят в базу расчета индекса FTSE 100.
Акции крупной инвестиционной компании Segro входят в базу расчета индекса FTSE 250.
В городе находится британский корпоративный офис американской компании Amazon.com, крупнейшей в мире по обороту среди продающих товары и услуги через интернет.
Отделение американской продовольственной компании «Mars» известно тем, что здесь впервые в 1932 году было начато производство батончика «Mars».
Завод по производству молочного продукта «Horlicks» работает в городе с 1906 года, в настоящее время около 70 сотрудников.
Штаб-квартира компании «O2» — крупного мобильного оператора Великобритании. Отделение «ICI Paints Division» химической компании «Imperial Chemical Industries».

### Транспорт

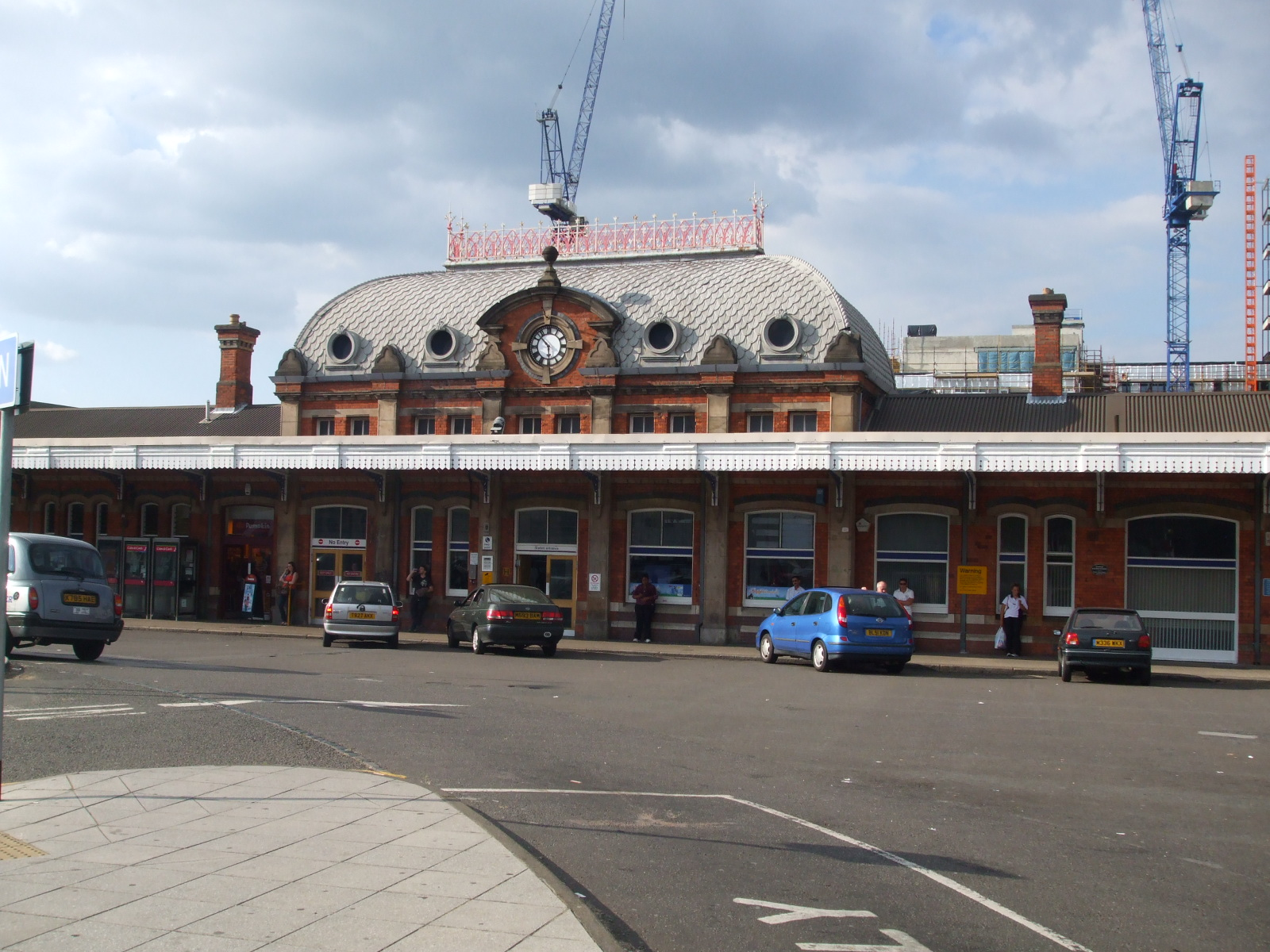
Железнодорожный вокзал

В восьми километрах к востоку от центра города расположен крупный международный аэропорт Хитроу.
Автомагистраль «M4» проходит через город и соединяет южные районы Уэльса с Лондоном. В семи километрах к востоку от Слау она же пересекает столичную кольцевую «M25». В шести километрах на север от Слау — въезд на автомагистраль «M40», соединяющую Лондон и Бирмингем.
Через Слау проходит железнодорожная линия «Great Western Main Line», обслуживаемая компанией «First Great Western». Городской вокзал находится примерно на полпути между станциями Рединг и Паддингтон.
В стадии строительства находится новая железнодорожная сеть «Crossrail» соединяющая графства Беркшир и Бакингемшир, через Большой Лондон, с графствами Эссекс и Кент. Новая железнодорожная ветвь «Windsor Link Railway» свяжет Слау с пятым терминалом аэропорта Хитроу.

## Культура
В Киппенгеме, пригороде Слау, находятся остатки дворца, построенного в XIII веке королём Генрихом III.
В 1960-х годах в Слау работала киностудия, основанная Джерри Андерсоном. В студии был снят телевизионный сериал «Предвестники бури».
Комедийный сериал «Офис» выходивший на канале BBC Two, а затем на BBC One с 9 июля 2001 по 27 декабря 2003 года рассказывает о повседневной жизни сотрудников регионального отдела вымышленной бумажной компании «Wernham Hogg» в Слау. Сериал снят в жанре псевдодокументалистики, так называемом «mockumentary», и выполнен в виде репортажа из типичного провинциального офиса.

## Спорт
Полупрофессиональный футбольный клуб из Слау играет в Первом дивизионе (Центральном) Южной Футбольной лиги, восьмом по уровню в системе футбольных лиг Англии.

## Города-побратимы
- Рига
- Монтрёй

## Известные жители
- Харольд Александер — британский военачальник, фельдмаршал, генерал-губернатор Канады, министр обороны Великобритании[16].
- Дэвид Брент — вымышленный персонаж, главный герой сериала «Офис».
- Джон Гершель — астроном и физик[17].
- Уильям Гершель — астроном немецкого происхождения, открыл планету Уран, два её спутника Титанию и Оберон, два спутника Сатурна Мимас и Энцелад[18].
- Джимми Карр — комик[19].
- Брайан Коннолли — шотландский музыкант и певец, вокалист группы «Sweet»[20].
- Мэриен Макпартланд — музыкант, джазовая пианистка[21].
- Гэри Ньюман — рок-музыкант, певец и автор песен[22].
- Питер Осгуд — футболист, сыграл около трёхсот матчей за «Челси» и более ста матчей за «Саутгемптон»[23].
- Эрни Уайс — актёр[24].
- Трейси Ульман — комедийная актриса, певица, танцовщица, сценарист и писательница[25].
- Род Эванс — рок-музыкант, вокалист, один из основателей группы «Deep Purple»[26]
- Oxxxymiron — рэп-исполнитель[27]